# Zārgaz
Zārgaz (persiska: زارگز) är en ort i Iran.   Den ligger i provinsen Khorasan, i den östra delen av landet, 800 km öster om huvudstaden Teheran. Zārgaz ligger 2 052 meter över havet och antalet invånare är 500.
Terrängen runt Zārgaz är huvudsakligen kuperad, men norrut är den platt. Runt Zārgaz är det glesbefolkat, med 12 invånare per kvadratkilometer. Närmaste större samhälle är Asadīyeh, 4,8 km sydost om Zārgaz. Trakten runt Zārgaz är ofruktbar med lite eller ingen växtlighet.